# Gerald Halpin
Jack Standen (Rookwood, Nova Gal·les del Sud, 30 de desembre de 1899 - Glebe, Nova Gal·les del Sud, 8 de juny de 1944) va ser un ciclista australià que competí en pista. Va participar en els Jocs Olímpics de 1920 i va guanyar una medalla als Campionats del Món.